# Rebetiko Gymnastas
Rebetiko Gymnastas è un album del cantautore italiano Vinicio Capossela scritto interamente in rebetiko uscito il 12 giugno 2012. Il cantante reinterpreta in chiave rebetika otto brani del suo repertorio, più quattro inediti.
Registrato negli studi Sierra di Atene, con il mixer dove secondo la leggenda i Pink Floyd registrarono The Dark Side of the Moon, il cantautore partirà per un primo tour di presentazione da Marostica per terminarlo nell'area portuale di San Benedetto del Tronto.
L'album Rebetiko Gymnastas è tra i finalisti del Premio Tenco 2012 nella categoria "Album dell'anno".
Una versione in chiave rebetika del brano Morna era già comparsa nell'EP La nave sta arrivando del 2011.
La copertina è opera di David Prudhomme, un illustratore francese. 

## Tracce
1. Abbandonato (traduzione di Los Ejes de mi carreta di Atahualpa Yupanqui) – 4:18
2. Rebetiko μου – 5:07
3. Gymnastika (in originale Утренняя Гимнастика di Vladimir Visotzky) – 2:39
4. Misirlou (folclore, Grecia) – 4:10
5. Contrada Chiavicone (da Il ballo di San Vito) – 3:29
6. Con una rosa (da Canzoni a manovella) – 5:24
7. Non è l'amore che va via (da Camera a sud) – 4:04
8. Contratto per Karelias (da Canzoni a manovella) – 4:30
9. Corre il soldato (da Canzoni a manovella) – 3:43
10. Signora Luna (da Canzoni a manovella) – 4:35
11. Morna (da Il ballo di San Vito) – 6:11
12. Le semplici cose (traduzione di Canción de las simples cosas di Mercedes Sosa) – 4:19
13. Scivola vai via + Come Prima (da All'una e trentacinque circa + ghost track) – 9:05

## Formazione
- Vinicio Capossela: pianoforte e voce
- Ntinos Chatziiordanou: fisarmonica, farfisa
- Socratis Ganiaris: batteria, congas, bongo, shakers, bendir, ntefi
- Alessandro "Asso" Stefana: chitarra elettrica
- Glauco Zuppiroli: contrabbasso
- Manolis Pappos: bouzouki, voce
- Vassilis Massalas: baglamas, voce
- Kaiti Ntali: voce in «Come prima» e «Misirlou»